# Lycium leiostemum
Lycium leiostemum ist eine Pflanzenart aus der Gattung der Bocksdorne (Lycium) in der Familie der Nachtschattengewächse (Solanaceae).

## Beschreibung
Lycium leiostemum ist ein aufrecht wachsender Strauch, der Wuchshöhen von 1 bis 2 m erreicht. Seine Laubblätter sind behaart und werden 2 bis 10 mm lang und 0,9 bis 2 mm breit.
Die Blüten sind zwittrig und vierzählig. Der Kelch ist glockenförmig und behaart. Die Kelchröhre wird 1,5 bis 2 mm lang und ist mit 0,4 bis 1 mm langen Kelchzipfeln besetzt. Die Krone ist röhrenförmig und weiß gefärbt. Die Kronröhre wird 10 bis 14 mm lang, die Kronlappen 1,5 bis 2,5 mm. Die Staubfäden sind an den unteren 2 bis 4 mm der Basis behaart.
Die Frucht ist eine kugelförmige bis eiförmige Beere, die eine Einschnürung besitzt. Sie wird 4 bis 5 mm lang und 3 bis 4 mm breit. Je Fruchtknotenfach werden vier bis fünf Samen gebildet.

## Vorkommen
Die Art kommt in Peru in der Region Cusco sowie im Norden Chiles vor.

## Belege
- J.S. Miller und R.A. Levin: Lycium leiostemum. In: Project Lycieae